# Klosters bruk
Klosters bruk var ett svenskt järn- och krutbruk i Kloster i Husby socken i nuvarande Hedemora kommun. Det har sina rötter i hyttor för järn- och kopparframställning, som anlades vid Klosterån under 1400-talet.
Åren 1486–1527 fanns cistercienserklostret Gudsberga kloster på den plats som sedan fick namnet Kloster. Vid sidan om järnhanteringen tillverkades också krut, och under andra hälften av 1700-talet låg Sveriges största krutfabrik i Kloster. 
År 1805 byggdes i Kloster Sveriges första riktiga plåtvalsverk, senare förbättrat av Samuel Owen.
Ägarna till Klosters bruk var för expansion valsverket, på grund av begränsad vattenkraft från Klosterån, intresserade av att förvärva den bondeägda masugnen i Långshyttan, där det fanns gott om vattenkraft. År 1859 hade Klosters bruksägare köpt alla andelar i masugnen och uppförde 1859–1860 en ny masugn, då den högsta i Sverige. Stjärnsunds bruk köptes av Klosters bruk 1871, varefter de tre olika enheterna konsoliderades i det nybildade Klosters AB. 
Valsningen av järnplåt på Klosters bruk överfördes med början på 1870-talet till Stjärnsunds Bruk. Verksamheten i Kloster lades ned 1888.

## Gustav de Laval och Klosters bruk
Gustaf de Laval var ingenjör på Klosters bruk 1876–1877. I den tidigare hammarsmedjan utförde han experiment och konstruerade bland annat en prototyp till separatorn, en mjölkskumningsmaskin som skiljde grädden från mjölken.

## Museum
Ett bruksmuseum är inrättat i det tidigare bruksstallet.

## Tidslinje, namnet Kloster
- 1805–1888 Klosters bruk, järn- och krutbruk i Kloster.
- 1871–1927 Klosters AB, en företagsgrupp bestående av Klosters bruk, Långshyttan och Stjärnsunds bruk.
- 1927–1984 Klosterverken, en grupp av tre företag inom Fagersta Bruks AB, bestående av Klosters bruk, Långshyttan och Stjärnsunds bruk.
- 1982–1992 Kloster Speedsteel AB, bildat genom sammanslagning av snabbstålsdelarna inom Klosterverken, Vikmanshyttan och Uddeholms AB (Söderfors).
- 1992– Erasteel Kloster AB, bildat genom sammanslagning av Kloster Speedsteel och den franska snabbstålstillverkaren Commentryenne.

Orten Kloster är den ort, som varit säte för Klosters bruk och också har givit namn åt Klosters AB och Klosterverken. Den närliggande Långshyttan var ett självständigt järnbruk fram till 1859, då det köptes av Klosters bruk och så småningom kom att bli den största enheten inom Klosters AB, och senare den största enheten inom Klosterverken. 
Långshyttans snabbstålsdel utgjorde från 1982 en produktionsenhet inom Kloster Speedsteel AB och därefter en inom av Erasteel Kloster AB, medan kallvalsverket Kloster, med produktion av tunna band, från 1984 ingick i Avesta AB och dess efterföljare Avesta Sheffield AB, Avesta Polarit AB och Outokumpu Oyj fram till 2014, då det lades ned det.
Erasteel Kloster AB har fortsatt produktionen av tråd och band i sitt varmvalsverk i Långshyttan.